# Bettina Schmidt (Rennrodlerin)

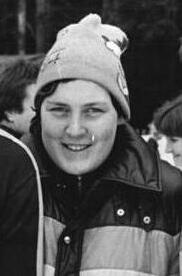
Bettina Schmidt (1984)

Bettina Schmidt (verheiratete Neumann; * 2. Juni 1960 in Staßfurt; † 28. April 2019) war eine deutsche Rennrodlerin.

## Leben
Bettina Schmidt wuchs in einer sportbegeisterten Familie in Eisenach auf, ihr Vater war ein erfolgreicher Handballtrainer. Sie selbst versuchte sich zunächst als Brustschwimmerin und Kugelstoßerin, wurde jedoch 1974 für das Rennrodeln entdeckt. Schon im Jahr darauf war sie Zweite bei der Kinder- und Jugendspartakiade der DDR, die sie schließlich 1977 gewann.

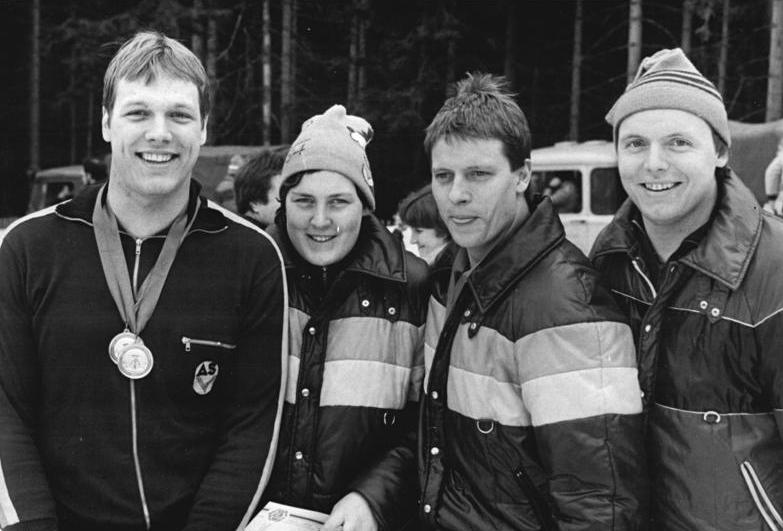
Die Titelträger der DDR-Meisterschaften im Rennrodeln 1984: Michael Walter, Bettina Schmidt, Jörg Hoffmann, Jochen Pietzsch

Bei der Europameisterschaft 1978 holte Schmidt erst Silber, um anschließend Junioren-Europameisterin zu werden. 1981 musste sie sich bei den Weltmeisterschaften in Hammarstrand nur ihrer Klubkameradin vom ASK Vorwärts Oberhof, Melitta Sollmann geschlagen geben. 1982 folgte der Gewinn der Europameisterschaft, 1983 ein vierter Platz bei der WM. Bei den Olympischen Winterspielen 1984 in Sarajevo erkämpfte sich Bettina Schmidt die Silbermedaille hinter Steffi Martin (ebenfalls DDR).
Schmidt war die erste Olympiateilnehmerin aus Eisenach. Nach ihrer Karriere studierte der vormalige Leutnant der NVA Sport. Nach der Wende eröffnete sie in Eisenach ein Geschäft und war Übungsleiterin beim ThSV Eisenach. Zuletzt trainierte sie erfolgreich die Rennrodler des Nordrhein-Westfälischen Bob- und Schlittenverbandes – so war Madeleine Teuber 2005 Juniorenweltmeisterin. Sie lebte zusammen mit ihrem Mann in Eisenach. Zusammen hatten sie zwei Kinder. Bettina Schmidt starb am 28. April 2019 nach langer schwerer Krankheit.

## Erfolge

### Weltcupsiege
Einsitzer
| Nr. | Datum         | Ort          | Bahn                                  |
| --- | ------------- | ------------ | ------------------------------------- |
| 1.  | 13. Feb. 1980 | Imst         | Rodelbahn Imst                        |
| 2.  | 6. März 1983  | Oberhof      | Rennrodelbahn Oberhof                 |
| 3.  | 18. Dez. 1983 | Sarajevo     | Trebevic – Bob- und Rennschlittenbahn |
| 4.  | 8. Jan. 1984  | Hammarstrand | Bobbahn Hammarstrand                  |